# リボソームDNA

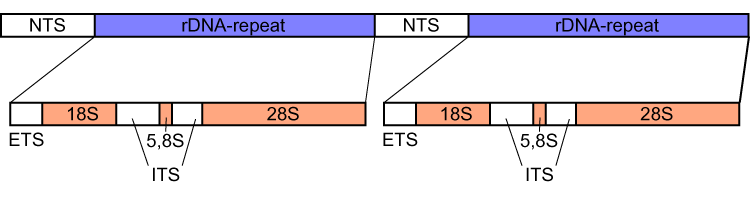
真核生物のリボソームDNAの模式図。18S、5.8S、28S の各領域を含み、タンデムリピートを形成する。5S サブユニットはこれらとは転写単位を形成せず、別領域にコードされている。NTS, nontranscribed spacer; ETS, external transcribed spacer; ITS, internal transcribed spacers（5'側が ITS1、3'側が ITS2）

リボソームDNA（Ribosomal DNA; rDNA）は、リボソームRNA（rRNA）をコードしているDNAである。リボソームは細胞内でタンパク質やペプチド鎖の合成を行っている小器官であり、リボソーム自身はタンパク質とrRNAより成っている。右図の通り、rDNAはNTS、ETS、18S、ITS1、5.8S、ITS2、それに 28Sを含む転写単位（オペロン）の反復配列（タンデムリピート）から構成されている。rDNAには5S rRNAをコードするもう一つの遺伝子があり、大部分の真核生物ではゲノム中のどこかに位置している。ショウジョウバエの場合、5SのrDNA もタンデムリピートを形成している。細胞核において、染色体中でrDNA にあたる領域はループ構造を形成し、核小体として視覚的に確認できる。このrDNA領域によって核小体が形成されることから、核小体形成部位（nucleolus organizer region）とも呼ばれる。ヒトゲノムにおいては、13、14、15、21、それに22番染色体の計5染色体に核小体形成部位が存在している。

## 反復配列の均一性
rDNA のタンデムリピートにおいて、反復単位間の相違は非常に少ない。このことは、それぞれの配列が互いに協調的な進化を遂げてきたことを示唆している。9種のショウジョウバエ属における5Sタンデムリピート領域の比較研究では、この領域には挿入や欠失が頻繁に起こっていること、また5'および3'の両末端には保存性の高いフランキング領域が存在することが分かった。これらの変異はDNA複製時の娘鎖のずれや、遺伝子変換（gene conversion）によって起こるとされる。

## 配列の多様性と系統推定
rDNAの各領域はそれぞれ異なる進化速度を持っている。そのため、rDNA配列は幅広い分類群レベルの系統情報を保持している。rDNAの転写領域は種内での変異が小さく、従って少ないサンプル数で種間の系統関係を推定することができる。保存性の高いコーディング領域ならば、ヒトと出芽酵母のような系統的に遠い生物同士の比較が可能である。ヒトと出芽酵母の5.8S領域は75%の相同性を持っている。コーディング領域が高い保存性を持つ一方、スペーサー領域であるITSは挿入、欠失、点変異などにより変化に富む。ITS領域は進化速度が大きすぎるため、ヒトとカエルのような離れた生物の系統解析に用いることは適切でない。ITS領域は近縁種や同胞種の識別、系統推定に威力を発揮する。